# Macworld
Macworld er en internetside og månedligt udgivet magasin dedikeret til Apple Macintosh-produkter. Det bliver publiceret af Mac Publishing, som har hovedkvarter i San Francisco, Californien. Macworld blev grundlagt af David Bunnell (udgiver) og Andrew Fluegelman (redaktør) i 1984.

## Eksterne hjemmesider
- Officiel hjemmeside

| It | Spire Denne it-artikel er en spire som bør udbygges. Du er velkommen til at hjælpe Wikipedia ved at udvide den. |